# Donja Peščanica
Donja Peščanica (izvirno srbsko Доња Пешчаница) je naselje v Srbiji, ki upravno spada pod Občino Aleksinac; slednja pa je del Niškega upravnega okraja.

## Demografija
V naselju živijo 103 polnoletni prebivalci, pri čemer je njihova povprečna starost 44,0 let (45,0 pri moških in 42,9 pri ženskah). Naselje ima 36 gospodinjstev, pri čemer je povprečno število članov na gospodinjstvo 3,39.
To naselje je popolnoma srbsko (glede na rezultate popisa iz leta 2002), a v času zadnjih treh popisov je opazno zmanjšanje števila prebivalcev.
|  |

| Demografija | Demografija     | Demografija     |
| Leto        | Št. prebivalcev | Št. prebivalcev |
| ----------- | --------------- | --------------- |
|             |                 |                 |
|             |                 |                 |
|             |                 |                 |
|             |                 |                 |
| 1948        | 146             |                 |
| 1953        | 141             |                 |
| 1961        | 161             |                 |
| 1971        | 157             |                 |
| 1981        | 148             |                 |
| 1991        | 129             | 128             |
| 2002        | 127             | 122             |
|             |                 |                 |

| Etnična sestava po popisu iz leta 2002 | Etnična sestava po popisu iz leta 2002 | Etnična sestava po popisu iz leta 2002 | Etnična sestava po popisu iz leta 2002 | Etnična sestava po popisu iz leta 2002 |
| -------------------------------------- | -------------------------------------- | -------------------------------------- | -------------------------------------- | -------------------------------------- |
| Srbi                                   | Srbi                                   |                                        | 122                                    | 100,0%                                 |
| Neznano                                | Neznano                                |                                        | 0                                      | 0,0%                                   |